# Vatikánský heliport
Vatikánský městský heliport (latinsky Portus helicopterorum Civitatis Vaticanae, italsky Eliporto di Città del Vaticano) je na území státu Vatikán jediným místem, odkud je možno realizovat leteckou přepravu. Heliport leží na nejzápadnějším výběžku Vatikánských zahrad v prostoru bastionu městských Leonských hradeb.

## Popis
Heliport má rozměry 25 × 17 m a je tvořen betonovým povrchem. Slouží pro krátké cesty papeže a pro návštěvy hlav států. Lety jsou provozovány pouze v režimu VFR za předpokladu dobrých meteorologických podmínek.

## Historie
Letiště bylo vybudováno roku 1976 papežem Pavlem VI. za účelem snadnějších cest papeže na letní sídlo v Castel Gandolfu, tak aby byla cesta kratší a aby přesunem papeže nedošlo k omezení ostatních účastníků silničního provozu. V roce 1978 poblíž heliportu nechal papež Jan Pavel II. umístit bronzovou sošku Panny Marie Čenstochovské. Po své rezignaci opustil papež Benedikt XVI. Vatikán 28. února 2013 právě z vatikánského heliportu a odletěl na Castel Gandolfo. Od roku 2015 je letiště užíváno pro urgentní lety do nemocnice Bambino Gesù.
Papežové původně užívali vrtulník Sikorsky SH-3 Sea King, od roku 2012 je to AgustaWestland AW139.